# دانشکده روابط بین‌الملل وزارت امور خارجه
دانشکده روابط بین‌الملل وزارت امور خارجه یک مؤسسه آموزش عالی وابسته به وزارت امور خارجه جمهوری اسلامی ایران است که در تهران قرار دارد.
این مؤسسه که در سال ۱۳۶۱ تأسیس شده‌است، به «مدرسه سیاسی» تأسیس ۱۲۷۸ بازمی‌گردد که بنیان‌گذار آن نصرالله مشیرالدوله بوده است.
دانشکده وزارت خارجه جهت تربیت دیپلمات‌های مورد نیاز وزارتخانه تأسیس شده و هم‌اکنون بخش قابل توجهی از کادر دیپلماتیک وزارت خارجه را دانش‌آموختگان این دانشکده تشکیل می‌دهند. ریاست این دانشکده از ترم تحصیلی مهر سال ۹۳–۹۴ بر عهده محمدحسن شیخ‌الاسلامی است.
بنا به تصمیم شورای عالی انقلاب فرهنگی زین پس تمامی موسسه‌های آموزش عالی دستگاه‌های اجرایی که یکی از آن موارد، دانشکده روابط بین‌الملل وزارت امور خارجه می‌باشد دیگر جذب دانشجو نخواهد داشت و این مرکز آموزشی از سال آموزشی ۱۳۹۶ هیچ‌گونه ورودی نداشته است.با این وجود در جلسه شورای عالی اداری که در اسفند ۱۴۰۳ برگزار شد، دانشکده به موارد استثناء مصوبه سال ۱۳۹۰  اضافه شد و تصمیم به تداوم فعالیت دانشکده روابط بین‌الملل گرفته شد.
پیشتر به گفته محمدحسن شیخ‌الاسلامی رئیس انجمن دیپلماسی ایران پذیرش دانشجوی جدید در این دانشکده متوقف شده است و دانشکده ملزم به پایان کار خود تا شهریور سال ۱۴۰۱ خواهد بود.

## نحوه پذیرش و تحصیل
دانشکده هرساله از طریق کنکور سراسری کارشناسی ارشد در دو گرایش دیپلماسی و سازمان‌های بین‌المللی و مطالعات منطقه‌ای دانشجو جذب می‌کند.
پس از اعلام نتایج دانشکده از رتبه‌های برتر دو یا سه برابر ظرفیت برای طی مراحل مصاحبه دعوت به عمل می‌آورد. پس از طی سه دوره مصاحبه زبان
انگلیسی (اغلب به صورت کتبی)، علمی و عقیدتی داوطلبان نمونه انتخاب می‌شوند. تسلط کافی به زبان انگلیسی یکی از مولفه‌های اصلی پذیرش در این دانشکده می‌باشد.
تحصیل در دانشکده ۳ ترم طول می‌کشد و با توجه به گذراندن تعداد ۵۶ واحد درسی (واحدهای مصوب وزارت علوم و واحدهای مربوط به وزارت خارجه) برای مقطع ارشد و نیز لزوم یادگیری زبان دوم (در کنار زبان انگلیسی) دانشجویان از توانمندی‌های بالایی برخوردار می‌گردند. زبان دوم بستگی به گرایش تحصیلی دانشجویان ارائه می‌شود و محدودیتی در ارائه زبان دوم وجود ندارد، زبان‌های فرانسه، اسپانیولی، عربی، چینی و حتی سواحیلی از جمله زبان‌هایی است که در این دانشکده تدریس شده‌است.
شایان ذکر است که از ترم مهرماه سال ۱۳۹۴ دانشکدهٔ روابط بین‌الملل در هفت رشته دانشجو خواهد داشت و زمزمه‌هایی نیز برای ارتقاء دانشکده به دانشگاه علوم دیپلماتیک شنیده می‌شود

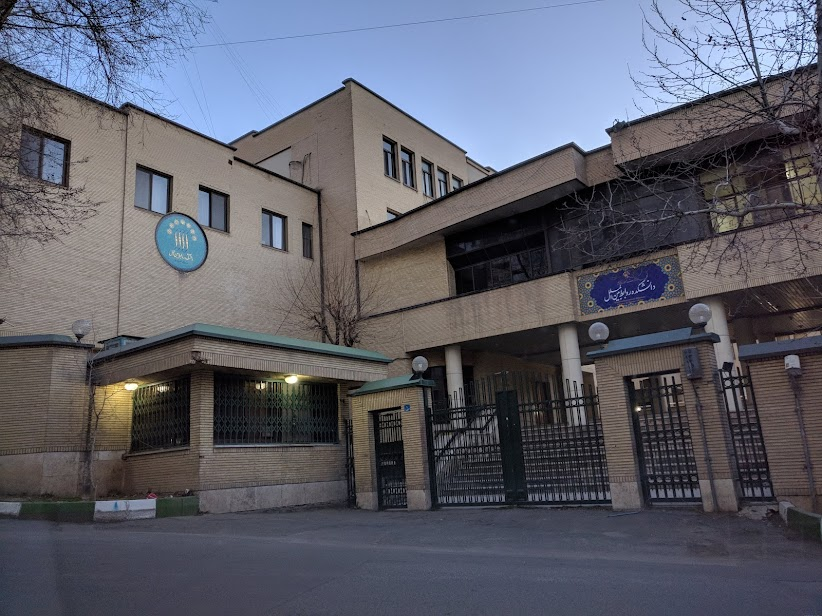
ورودی دانشکده روابط بین‌الملل

## شهریه
تا سال ۹۱ دانشکده به دانشجویان شهریه ماهانه پرداخت می‌کرد ولی از این زمان به بعد به علت مشکلات بودجه‌ای وزارت امور خارجه این شهریه قطع شد و به دانشجویان مبلغی بابت شهریه پرداخت نمی‌شود.

## استخدام
در گذشته فارغ التحصیلان بعد از فراغت از تحصیل بلافاصله به استخدام وزارت امور خارجه درمی‌آمدند اما طی چند سال گذشته دانشکده اعلام کرده‌است که تحصیل در آن به معنی استخدام در وزارت امور خارجه نیست و این مرکز صرفاً یک محل آموزشی آکادمیک برای ادامه تحصیل است. با این حال کماکان دانشکده مسیر اصلی ورود به وزارت امور خارجه محسوب می‌گردد و دانشجویان برتر علمی-تخصصی-عقیدتی و اخلاقی که تسلط کافی به زبان انگلیسی داشته باشند زمینهٔ فعالیت در وزارت متبوع را دارند.

## سفرهای خارجی
دانشکده از ورودی‌های هر سال تعداد ۱۰ نفر را که در طی یک مصاحبه زبان انگلیسی و عقیدتی-اخلاقی موفق شدند و نمرات بالاتری دارند در برنامه اعزام به کشورهایی همچون ژاپن، هلند، انگلستان، فرانسه، کره جنوبی، آلمان و … قرار می‌دهد.

## روسای دانشکده
- محمدرضا دهشیری
- محمدحسن شیخ‌الاسلامی
- مصطفی بروجردی
- همایون همتی
- بهادر امینیان جزی
- سید عباس عراقچی